# Человек бросает якорь
Человек бросает якорь (азерб. İnsan məskən salır) — советская драма 1967 года производства киностудии Азербайджанфильм. Последняя роль в кино актёра Исмаила Эфендиева.

## Синопсис
В фильме рассказывается история молодого инженера-нефтяника Джавада, погибшего в морском бризе во время шторма. В фильме также рассказывается о мужестве и храбрости членов его бригады, которые чтят его память и продолжают его дело.

## Создатели фильма

### В ролях
Алескер Ибрагимов — Рамиз
Гаджимурад Ягизаров — Мурад
Окума Курбанова — Шамама
Исмаил Эфендиев — Ширали
Людмила Марченко — Нина
Земфира Сахилова — Адиля
Юрий Перов — Андрей
Александр Петров — Вадим
Мухтар Маниев — Маджид
Эдуард Акопов — Гарабала
Аркадий Толбузин — Мороз
Фикрет Алиев — врач
Ариф Бабаев
Х. Алиев
В. Рябова
Талят Рахманов — нефтяник
Р. Ибрагимов
Эльхан Касумов — резидент
Рафаэль Дадашев — нефтяник
Земфира Садыкова — медсестра
Джамиля Атайева (в титрах не указана)

#### Роли дублировали

##### Внутренний дубляж (в титрах не указаны)
Дадаш Казымов — нефтяник
Гасан Турабов — Рамиз (Алескер Ибрагимов)
Амина Юсифкызы — Адиля (Земфира Сахилова)
Гасан Мамедов — русский нефтяник
Амилет Ханизаде — ???
Азизага Касумов — Маджид (Мухтар Маниев)
Малик Дадашов — ???
Этайя Алиева — Шамама (Окума Курбанова)
Сулейман Аскеров — Ширали (Исмаил Эфендиев)
Шахмар Алекперов — Мурад (Гаджимурад Егазаров)
Камиль Губушев — русский нефтяник

##### Дубляж на русский язык
Геннадий Юдин — Ширали (Исмаил Эфендиев)
Александр Белявский — Рамиз (Алескер Ибрагимов)
Нина Никитина — Шамама (Окума Курбанова)
Эдуард Изотов — Мурад (Гаджимурад Егизаров)

### Административная группа
автор сценария: Имран Касумов
режиссёр-постановщик: Ариф Бабаев
второй режиссёр: Рамиз Алиев
оператор-постановщик: Ариф Нариманбеков
второй оператор: В. Хасанов
монтажёр-постановщик: Тамара Нариманбекова
художник-постановщик: Джабраиль Азимов
художник по костюмам: Аганагы Ахундов
художник-гримёр: В. Арапов
композитор: Кара Караев
звукооператор: Акиф Нуриев, Алекпер Гасанзаде
органистка: Z. Cəfərova
пианист: А. Абдуллаев
гитарист: Ю. Сардаров
редактор: Наталья Шнейер
операторы комбинированных съёмок: Сергей Ключевский, Мирза Мустафаев
художник комбинированных съёмок: Мирза Рафиев
ассистенты режиссёра: Р. Алиев, Фикрет Алиев, А. Ахмедов, Адиль Исмаилов, Энвер Хасанов
ассистенты оператора: В. Иващенко, Рамиз Бабаев, Сардар Велиев (в титрах — С. Велиев)
ассистентка художника: Т. Меликзаде
директор фильма: Назим Алекперов

## Награды и премии

### Прометей-68
Фильм был номинирован на премию кинофестиваля, где победу одержал режиссёр Ариф Бабаев за лучший сюжет и за первый его полнометражный фильм (ранее он снимал короткометражки).